# Убийственный импульс
«Убийственный импульс» или «Инстинкт убийцы» — кинофильм.

## Сюжет
Тим Кэйси — прокурор, который хочет выступать в качестве обвинителя по делу бизнесмена Накасоне. Накасоне обвиняется во взяточничестве. Начальник Тима не хочет давать ему это дело, а Дебора — помогает Тиму заполучить дело. Правда, девушка преследует свои цели.

## Создатели фильма

### В ролях
- Скотт Валентайн — Тим Кэйси
- Чарлз Нэпьер
- Ванесса Эйнджел
- Талия Болсам
- Брайан Кузинс
- Мэри Эллен Данбар — Паула
- Бригитта Штенберг
- Майкл Трэгер
- Кевин Уэст

### Съёмочная группа
- Режиссёр и автор сценария: Дэвид Таусик
- Продюсеры: Роджер Кормен, Майк Эллиотт
- Композитор: Найджел Холтон
- Оператор: Януш Камински